# Jerzy (Đokić)
Jerzy, imię świeckie Đorđe Đokić (ur. 6 maja 1949 w m. Crnjelovo Gornje) – serbski biskup prawosławny.

## Życiorys
Pochodzi z głęboko religijnej rodziny bośniackich Serbów. Podstawowe wykształcenie uzyskał w szkole przy monasterze Ostrog. W 1962 wstąpił jako posłusznik do monasteru Tavna, w którym żył kolejne dziewięć lat. Ostatecznie mnichem został 11 lutego 1971 w monasterze Ozren. Następnego dnia został wyświęcony na diakona, a 15 lutego – na kapłana. Od czerwca 1971 został spowiednikiem mnichów monasteru Tavna. Wykształcenie teologiczne uzupełnił w seminarium duchownym w Sremskich Karlovcach oraz na Wydziale Teologicznym Uniwersytetu Belgradzkiego, a następnie na studiach podyplomowych w Wielkiej Brytanii.
16 maja 1984 został nominowany na biskupa kanadyjskiego, chirotonię biskupią przyjął 8 lipca tego samego roku w soborze św. Michała Archanioła w Belgradzie. Na terenie eparchii kanadyjskiej otworzył 11 nowych cerkwi i kaplic, jak również jedyny na jej terenie serbski klasztor prawosławny, zainicjował druk eparchialnego pisma pt. „Źródło”. Inicjował również akcje charytatywne na rzecz Serbów poszkodowanych w wojnach po rozpadzie Jugosławii.
Jego brat Krsta, w monasterze Konstantyn, był biskupem środkowoeuropejskim w jurysdykcji Serbskiego Kościoła Prawosławnego, drugi brat Ljubomir został prawosławnym kapłanem, zaś siostra Nadežda – mniszką.
W 2015 został przeniesiony w stan spoczynku.